# Footloose (comédie musicale)
Pour les articles homonymes, voir Footloose.
Footloose est une comédie musicale de Walter Bobbie écrite par Dean Pitchford et Walter Bobbie d'après le scénario de Dean Pitchford pour le film Footloose de Herbert Ross sorti en 1984.
La première a eu lieu le 2 octobre 1998 au Richard Rodgers Theatre (New York). 
La comédie musicale a également été adaptée en 2017 pour en faire une version québécoise, par Serge Postigo. Cette adaptation a été présentée au théâtre St-Denis lors de l'été 2017. Elle mettait en scène Philippe Touzel (Ren) et Éléonore Lagacé (Ariel).

## Argument
Ren déménage dans une nouvelle ville avec sa mère et son mari (son père étant décédé quelques années plus tôt.).
Or, dans cette ville, la loi interdit l'alcool, la musique et la danse (autres que la musique et la danse classiques). Ren, avec ses nouveaux amis Willard, Arielle et ses amies, devra se battre contre la ville entière pour permettre à la jeune génération et aux générations futures de danser leurs propres rythmes.